# 佐々木毅
佐々木 毅（ささき たけし、1942年（昭和17年）7月15日 - ）は、日本の政治学者（政治学・西洋政治思想史）。勲等は瑞宝大綬章。学位は法学博士（東京大学・1973年）。東京大学名誉教授、日本学士院会員、文化功労者、文化勲章受章者。2022年（令和4年）11月14日より日本学士院長（第28代）。
東京大学法学部教授、東京大学大学院法学政治学研究科教授、同研究科長、東京大学総長（第27代）、国立大学協会会長（第20代）、学習院大学法学部教授、一般社団法人学士会理事長（第11代、2016 - 2022年）などを歴任した。

## 概要
秋田県仙北郡千屋村（現：美郷町）出身の政治学者である。政治学、西洋政治思想史を専攻する。東京大学や学習院大学で教鞭を執った。東京大学では大学院法学政治学研究科の研究科長と法学部の学部長を経て、第27代総長に就任した。日本学士院会員に選出、文化功労者を経て、文化勲章が授与されている。

## 研究
福田歓一の指導を受け、マキャベリの政治思想の包括的研究からスタートし、ジャン・ボダン、プラトンなどを手がけた。80年代に入り、現代アメリカの政治思潮の分析に手を広げると同時に、現代日本の政治については特に「横からの入力」（アメリカの圧力）というキーワードを軸に論を展開し、現在に至るまで論壇で盛んに活躍している。
2001年より第27代東京大学総長を務めた。総長在任期は国立大学法人への移行期と重なっており、明治以来の抜本的な大学改革に腕を振るった。2004年9月の総長選挙では、再選を目指したものの当時副学長だった小宮山宏に敗れた。

## 顕彰
2015年10月 - 故郷の秋田県美郷町に「佐々木毅記念室」が開設された。

## 人物
座右の銘を聞かれた際、「利を争うは即ち理を争うことなり」（福澤諭吉）、「天は自ら助くる者を助く」（サミュエル・スマイルズ）の2つを答えた。

## 家族・親族
父・佐々木長八は旧制秋田県立秋田中学校（現：秋田県立秋田高等学校）から早稲田大学専門部に進み、その後は製材業や政治家（村長・県議会議員）をしていた。
弟の佐々木誠は秋田県庁に勤務し、秋田県知事公室長を務めた。

## 略歴

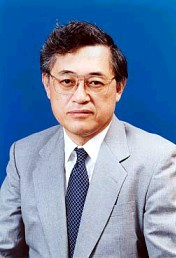
首相公選制を考える懇談会座長就任に際して内閣官房内閣広報室から公表された肖像写真

- 1958年3月 - 秋田市立秋田南中学校卒業
- 1961年3月 - 秋田県立秋田高等学校卒業[3]
- 1965年3月 - 東京大学法学部第三類卒業
- 1965年4月 - 東京大学法学部助手
- 1968年4月 - 東京大学法学部助教授
- 1973年11月 - 法学博士の学位を東京大学から取得[4]
- 1978年11月 - 東京大学法学部教授
- 1991年4月 - 東京大学大学院法学政治学研究科教授
- 1998年4月 - 東京大学大学院法学政治学研究科長兼法学部長（2000年3月まで）
- 2001年4月 - 東京大学総長
- 2005年3月 - 総長退任・東京大学退職
- 2005年4月 - 学習院大学法学部教授
- 2011年12月 - 日本学士院会員
- 2013年3月 - 学習院大学定年退職
- 2022年11月 - 日本学士院長

## 受賞
- 1988年 - 吉野作造賞（『いま政治に何が可能か』)
- 1992年 - 東畑記念賞（『政治に何ができるか』）
- 1999年 - 和辻哲郎文化賞、読売論壇賞（『プラトンの呪縛』）

## 栄典
- 2005年 - 紫綬褒章[5]
- 2015年 - 文化功労者[6]
- 2018年 - 瑞宝大綬章[7]
- 2019年 - 文化勲章[8]

## 学外における役職
- 皇室典範に関する有識者会議メンバー
- 一般社団法人学士会理事長（第11代）
- 文部科学省中央教育審議会委員（第2期）
- 日本学術振興会大学国際化戦略委員会委員
- 会計検査院会計検査懇話会有識者委員
- 公益財団法人日本生産性本部副会長、新しい日本をつくる国民会議共同代表
- 公益財団法人明るい選挙推進協会会長
- 社団法人国土緑化推進機構理事長
- 社団法人ゴルファーの緑化促進協力会理事
- 財団法人国連大学協力会評議員
- IDE大学協会理事
- 公益財団法人ラボ国際交流センター会長
- 財団法人新日本奨学会理事
- 災害救援ボランティア推進委員会委員
- 法科大学院協会顧問
- オリックス株式会社社外取締役
- 東日本旅客鉄道株式会社社外取締役
- 株式会社東芝社外取締役
- 公立大学法人秋田県立大学経営協議会委員

## 門下生
福田歓一の指導学生だった人物も含まれる。
- 川崎修
- 杉田敦
- 川出良枝
- 福田有広
- 谷口将紀
- 福元健太郎
- 飯尾潤
- 内山融
- 宇野重規
- 早川誠
- 豊永郁子
- 豊田真由子[9]

## 著作

### 単著
- 『マキアヴェッリの政治思想』（岩波書店、1970年）
- 『主権・抵抗権・寛容――ジャン・ボダンの国家哲学』（岩波書店、1973年）
- 『人類の知的遺産(24) マキアヴェッリ』（講談社、1978年）
  - 『マキアヴェッリと『君主論』』（講談社学術文庫、1994年）、改訂版
- 『近代政治思想の誕生――16世紀における「政治」』（岩波新書、1981年）
- 『現代アメリカの保守主義』（岩波書店、1984年／同時代ライブラリー、1993年）
- 『プラトンと政治』（東京大学出版会、1984年）
- 『西洋政治思想』（放送大学教育振興会、1985年）
- 『保守化と政治的意味空間――日本とアメリカを考える』（岩波書店、1986年）
- 『いま政治になにが可能か――政治的意味空間の再生のために』（中公新書、1987年）
- 『自民党は再生できるのか』（日本経済新聞社、1989年）
- 『政治に何ができるか』（講談社、1991年）
- 『政治はどこへ向かうのか』（中公新書、1992年）
- 『アメリカの保守とリベラル』（講談社学術文庫、1993年）
- 『政治家の条件』（講談社、1995年）
- 『現代アメリカの自画像――行きづまる中産階級社会』（日本放送出版協会［NHKブックス］、1995年）
- 『プラトンの呪縛――20世紀の哲学と政治』（講談社、1998年／講談社学術文庫、2000年）
- 『政治学講義』（東京大学出版会、1999年、第2版 2012年）
- 『「哲学と政治」講義(1) よみがえる古代思想』（講談社、2003年／講談社学術文庫、2012年）
- 『「哲学と政治」講義(2) 宗教と権力の政治』（講談社、2003年／講談社学術文庫、2012年）
- 『知識基盤社会と大学の挑戦――国立大学法人化を超えて』（東京大学出版会、2006年）
- 『政治学は何を考えてきたか』（筑摩書房、2006年）
- 『政治学の名著30』（ちくま新書、2007年）
- 『民主主義という不思議な仕組み』（ちくまプリマー新書、2007年）
- 『政治の精神』（岩波新書、2009年）
- 『学ぶとはどういうことか』（講談社、2012年）
- 『知の創造を糧として』（秋田魁新報社〈さきがけ新書　シリーズ時代を語る〉、2017年）、冊子

### 共著
- 『近代政治思想史(5)現代の政治思想』（有斐閣［有斐閣新書］、1978年）
- （鷲見誠一・杉田敦）『西洋政治思想史』（北樹出版、1995年）
- （芹川洋一）『政治を動かすメディア』（東京大学出版会、2017年）

### 編著
- 『マキャヴェリ』（平凡社、1977年）
- 『現代政治学の名著』（中公新書、1989年）
- 『自由と自由主義――その政治思想的諸相』（東京大学出版会、1995年）
- 『政治改革1800日の真実』（講談社、1999年）
- 『21世紀デモクラシーの課題――意思決定構造の比較分析』（吉田書店、2013年）
- 『民主政とポピュリズム ヨーロッパ・アメリカ・日本の比較政治学』（筑摩選書、2018年）

### 共編著
- （有賀弘）『民主主義思想の源流』（東京大学出版会、1986年）
- （鶴見俊輔・富永健一・中村政則・正村公宏・村上陽一郎）『戦後史大事典』（三省堂、1991年／増補縮刷版、1995年／増補新版、2005年）
- （和田春樹・高橋進・中西輝政）『変わるべき日本――緊急提言』（NTT出版、1992年）
- （村上淳一・二宮宏之・山之内靖・塩沢由典・杉山光信・姜尚中・須藤修）『岩波講座社会科学の方法（全12巻）』（岩波書店、1993年-1994年）
- （林健太郎・中谷巌・吉本隆明・隅谷三喜男、日本有権者連盟）『日本の境位を探る』（四谷ラウンド、1995年）
- （加藤節）『福田歓一著作集（全10巻）』（岩波書店、1998年）
- （吉田慎一・谷口将紀・山本修嗣）『代議士とカネ――政治資金全国調査報告』（朝日新聞社［朝日選書］、1999年）
- （金泰昌）『公共哲学（全10巻）』（東京大学出版会、2001-2002年）
- Governance for a New Century: Japanese Challenges, American Experience, co-edited with Thomas E. Mann, (Japanese Center for International Exchange, 2002).
- （大石眞・久保文明・山口二郎）『首相公選を考える――その可能性と問題点』（中央公論新社［中公新書］、2002年）
- （山脇直司・村田雄二郎）『東アジアにおける公共知の創出――過去・現在・未来』（東京大学出版会、2003年）
- （清水真人）『ゼミナール 現代日本政治』（日本経済新聞出版社、2011年）
- （21世紀臨調）『平成デモクラシー　政治改革25年の歴史』（講談社、2013年）

### 訳書
- シェルドン・S・ウォーリン『西欧政治思想史』（福村出版、1975年-1983年）
- アルバート・O・ハーシュマン『情念の政治経済学』（法政大学出版局、1985年、新版2014年）
- アルバート・O・ハーシュマン『失望と参画の現象学――私的利益と公的行為』（法政大学出版局、1988年）
- A・P・ダントレーヴほか『国家への視座』（平凡社、1988年）
- アメリカ議会上下両院合同経済委員会編『日本経済の挑戦――アメリカ議会は日本経済をどう見ているか アメリカ議会上下両院合同経済委員会の報告書より』（飛鳥新社、1991年）
- チャールズ・テイラー、スーザン・ウルフ、スティーヴン・C・ロックフェラー、マイケル・ウォルツァー、K・アンソニー・アッピア、ユルゲン・ハーバーマス『マルチカルチュラリズム』（岩波書店、1996年／岩波モダンクラシックス、2007年）
- ニコロ・マキアヴェリ『君主論』（講談社学術文庫、2004年）[10]